# Ignacio Jordán de Asso y del Rio

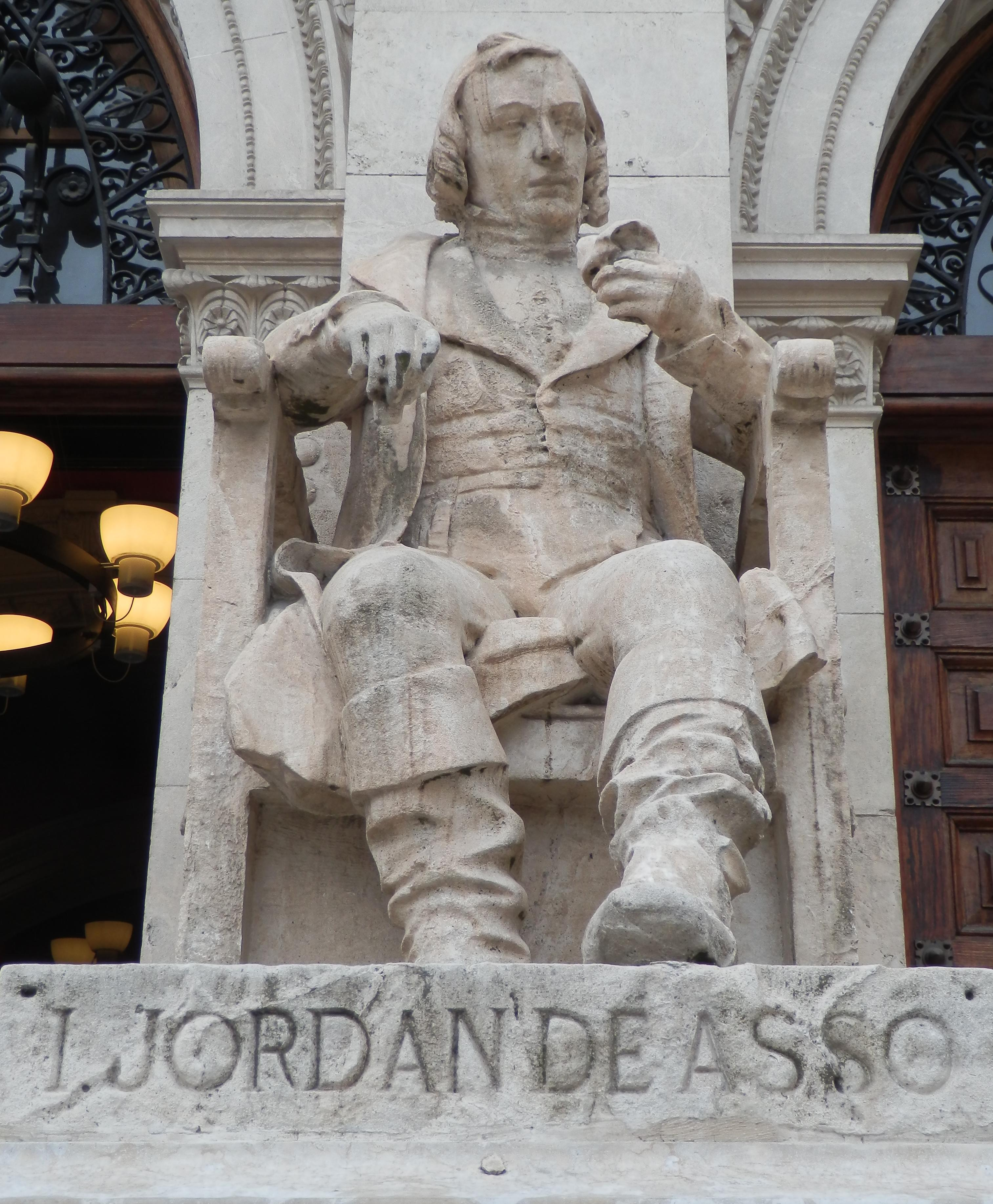
Estátua de Jordán de Asso na entrada da antiga Faculdade de Medicina da Universidade de Saragoça.

Ignacio Jordán Claudio de Asso y del Río ( Saragoça, Espanha, 4 de junho de 1742 — Saragoça, 21 de maio de 1814) foi um naturalista, jurista e historiador espanhol.
Interessou-se por vários assuntos: filologia, direito, economia, geologia, botânica e zoologia.

## Biografia
Recebeu uma excelente formação, tanto na área de humanas como na de exatas e naturais. Estudou grego e latim nas Escolas Pías de Zaragoza e filosofia no colégio jesuíta de Barcelona. Estudou jurisprudência, obtendo seu título de doutor em direito em 1764. Conhecia e dominava o árabe, o inglês, o francês e o alemão.
Iniciou uma brilhante carreira como jurista, viajando pela Europa de 1771 até 1775. Publicou em Madri, só ou em colaboração com o bibliotecário dos "Estudos Reais de San Isidro", Miguel de Manuel, várias obras sobre direito: Instituciones del Derecho Civil de Castilla (1771), El Fuero Viejo de Castilla (1771) e El ordenamiento de leyes que D. Alfonso XI hizo en las cortes de Alcalá de Henares el año de mil trescientos y cuarenta y ocho (1774).
Em 1776, iniciou sua carreira diplomática passando a maior parte do seu tempo em Amsterdam, onde adquiriu um sólida formação em economia.
Nesta época iniciou a publicação de diversos trabalhos científicos: Synopsis estirpium indigenarum Aragoniae (1779), Mantissa stirpium indigenarum Aragoniae (1781), Enumeratio stirpium in Aragonia noviter detectarum (1784) e de maneira especial Introductio in Oryctographiam, et Zoologiam Aragoniae. Accedit Enumeratio stirpium in eadem Regione noviter detectarum (1784) que seria um inventário completo da geologia, flora e fauna do Reino de Aragão. Foi um dos primeiros naturalistas espanhóis que seguiu a nomenclatura binomial de Linné.
Traduziu numerosos textos, principalmente da época muçulmana de Aragão. Contribuiu também para popularizar na Espanha numerosos autores estrangeiros como Galeno, Euclides, Newton, Descartes, Lamarck, e outros.
Foi sócio e participou da "Real Sociedad Económica Aragonesa de Amigos del País", contribuindo em seu desenvolvimento e contatos no exterior.